# Ruggero Bovelli
Ruggero Bovelli (Pantalla, 13 gennaio 1875 – Ferrara, 9 giugno 1954) è stato un arcivescovo cattolico italiano.

## Biografia
Nominato vescovo di Modigliana nel 1915, dal 1924 resse anche la sede di Faenza; promosso alla sede arcivescovile di Ferrara nel 1929, l'anno del Concordato fra Stato e Chiesa, fece il suo ingresso nell'arcidiocesi il 5 gennaio 1930 e rimase in carica fino alla morte.
Fu definito "pastor et defensor" della città di Ferrara per la strenua difesa di tanti cittadini perseguitati, ebrei ferraresi e dissidenti politici del fascismo. Una sua lettera del 21 aprile 1945 al comando militare alleato impedì che l'esercito dei liberatori facesse uso di armi pesanti sulla città di Ferrara, da tre giorni evacuata dalle truppe tedesche.
La città gli ha dedicato una via; una struttura dell'arcidiocesi, Casa Mons. Bovelli, da lui comperata nel 1950 per la sede dell'Azione Cattolica, ospita tuttora le associazioni laicali diocesane. Nel 1955, fu posto un marmoreo monumento funebre a lui dedicato, opera di Ulderico Fabbri su disegno dell'architetto Enrico Alessandri, alla base della Crocefissione di Niccolò Baroncelli e Domenico di Paris presente nel transetto destro della Cattedrale.

## Genealogia episcopale
La genealogia episcopale è:
- Cardinale Scipione Rebiba
- Cardinale Giulio Antonio Santori
- Cardinale Girolamo Bernerio, O.P.
- Arcivescovo Galeazzo Sanvitale
- Cardinale Ludovico Ludovisi
- Cardinale Luigi Caetani
- Cardinale Ulderico Carpegna
- Cardinale Paluzzo Paluzzi Altieri degli Albertoni
- Papa Benedetto XIII
- Papa Benedetto XIV
- Cardinale Enrico Enriquez
- Arcivescovo Manuel Quintano Bonifaz
- Cardinale Buenaventura Córdoba Espinosa de la Cerda
- Cardinale Giuseppe Maria Doria Pamphilj
- Papa Pio VIII
- Papa Pio IX
- Cardinale Alessandro Franchi
- Cardinale Giovanni Simeoni
- Cardinale Antonio Agliardi
- Cardinale Basilio Pompilj
- Arcivescovo Ruggero Bovelli